# Trichocerapoda comstocki
Trichocerapoda comstocki är en fjärilsart som beskrevs av Benjamin 1932. Trichocerapoda comstocki ingår i släktet Trichocerapoda och familjen nattflyn. Inga underarter finns listade i Catalogue of Life.